# Микулинский, Иван Андреевич Пунко-Лугвица
Князь Иван Андреевич Микулинский (? — 1525/38) — воевода и боярин в правление Ивана III Васильевича и Василия III Ивановича.
Единственный сын князя Андрея Федоровича Телятевского. Представитель княжеского рода Телятевских, ветви князей Микулинских, происходящих от князей Тверских. Рюрикович в XIX колене.
В разрядных книгах Иван Андреевич упоминается с прозванием Лугвица (Луговица), в Бархатной книге с прозванием Пунко. В связи с неустоявшейся фамилией также упоминается с фамилией Телятевский. Его дети писались, как князья Микулинские, так и князья Телятевские.

## Биография

### Служба Ивану III
Службу начал ещё при великом князе Иване III Васильевиче, когда упоминается в 1492 году при распределении по полкам, где велено ему быть воеводой Большого полка.

### Служба Василию III
В июле 1507 года воевода, водил из Новгорода Северского на Великое княжество литовское полк правой руки, с тем же полком в 1508 году ходил туда же из Дорогобужа и потом был в походе к Смоленску.
В 1512 году воевода Передового полка в Дорогобуже.
В 1513 году первый воевода, привёл полк правой руки к Смоленску, затем стоял с Передовым полком в Дорогобуже, откуда в июне снова повёл к Смоленску полк и участвовал в неудачной осаде города.
В 1514 году пожалован в бояре. В этом же году участвовал первым воеводой войск правой руки во втором государевом походе к Смоленску. В третьем государевом походе к Смоленску первый воевода, командовал Сторожевым полком в Туле.
В 1515 году послан из Тулы первым воеводой войск правой руки в поход на Литву под Мстиславль, а после соединения с посланными из Дорогобужа «больших воевод» с войском, оставлен вторым воеводой Сторожевого полка в Дорогобуже.
В 1516 году первый воевода войск правой руки, а где не указано.
В 1517 году командовал сторожевым полком в Великих Луках. Под Великими Луками попал в литовский плен и находился в тюрьме в Троках, где упоминается пленником в 1519 году, и в Вильно, где и умер (1538).
Крупный землевладелец Тверского уезда. Купил у своего тестя Фёдора Григорьевича Ошуркова села Михайловское, Глебово и Литвиново в Московском уезде (1511/1512).

## Семья
Женат дважды:
- неизвестная (умерла 1511/12).
- княгиня Ульяна Фёдоровна (урождённая Ошуркова) (умерла не позднее 1546), разделила его вотчину между собой и тремя сыновьями.

Сыновья:
- Семён Иванович Пунков Микулинский (ум. 1562/68) — воевода и боярин.
- Телятевский Дмитрий Иванович Пунков (ум. 1552) — боярин, погиб при взятии Казани (1552).
- Телятевский Иван Иванович Пунков — бездетен.

## Критика
М. Г. Спиридов указывает дату смерти — 1525 год. В этом же источнике, он указывает князя Ивана Андреевича Телятевского в 1519 году первым воеводой войск левой руки.
В. Н. Берх также указывает дату смерти Микулинского Ивана Андреевича Лугвица — 1525 год.
А. Б. Лобанов-Ростовский в «Русской родословной книге» указывает ещё и четвёртого сына, бездетного князя Телятевского Константина Ивановича. В этом же источнике в первом томе в поколенной росписи князей Микулинских князь № 17 Иван Андреевич Лугвица показан сыном князя № 13 Андрея Борисовича Микулинского, а во втором томе по росписи князей Телятевский князь № 8 Иван Андреевич Пунко (с примечанием, что это боярин Микулинский Иван Андреевич умерший в 1525 году) показан единственным сыном № 3 Андрея Фёдоровича Телятевского. В первом томе у князя Ивана Андреевича показаны ещё три брата, князья: боярин Владимир, бездетный Юрий и боярин Василий Андреевичи.
В поколенной росписи, поданной в 1682 году в Палату родословных дел у князя Ивана Андреевича Телятьевского-Пунко показаны только три выше указанных сына, а Константин отсутствует. В этом же источнике отцом князя Ивана Андреевича показан князь Андрей Фёдорович Телятевский. В поколенной росписи князей Микулинских, в этом же источнике, князь Иван Андреевич Пунко-Лугвица — не указан, а показан у князей Телятевских.